# Rosedale (Indiana)
Rosedale – miasto w Stanach Zjednoczonych, w stanie Indiana, w hrabstwie Parke.